# María Candelaria
Pour plus de détails, voir Fiche technique et Distribution.
María Candelaria est un film mexicain d'Emilio Fernández, sorti en 1944. Il remporta le Grand Prix (ancêtre de la Palme d'or) au festival de Cannes en 1946.
En juillet 1994, le film est inclus dans la liste établie par la revue Somos des 100 meilleurs films mexicains de tous les temps.

## Synopsis
Une journaliste questionne un artiste sur le portrait d'une jolie indienne dénudée dont il n'a jamais voulu parler. L'artiste peintre lui raconte alors l'histoire de Maria Candelaria (Dolores del Río), une jeune Indienne native de Xochimilco qui vit alors au début du XXe siècle. La jeune femme est reniée par les siens car elle est la fille d'une prostituée. Le seul qui ose rester avec elle se nomme Lorenzo Rafael (Pedro Armendáriz), un jeune Indien qui lui est dévoué. Cependant, l'amour des deux protagonistes est soumis aux jeux capricieux du destin.

## Fiche technique
- Titre : María Candelaria
- Réalisation : Emilio Fernández
- Scénario : Emilio Fernández et Mauricio Magdaleno
- Décors : Jorge Fernández
- Costumes : Armando Valdés Peza
- Image : Gabriel Figueroa
- Montage : Gloria Schoemann
- Pays de production : Mexique
- Format : Noir et blanc - 1,37 : 1 - Mono
- Genre : drame
- Durée : 76 minutes (Mexique) - 102 minutes (États-Unis)
- Dates de sortie : 
  - Mexique : 20 janvier 1944
  - États-Unis : 11 septembre 1944
  - France : septembre 1946 (Festival de Cannes)
  - France : 21 mars 1947

## Distribution
- Dolores del Río, María Candelaria
- Pedro Armendáriz, Lorenzo Rafael
- Alberto Galán, El Pintor
- Margarita Cortés, Lupe
- Miguel Inclán, Don Damian
- Beatriz Ramos, Reporter
- Rafael Icardo, Prieur
- Julio Ahuet, Jose Alfonso
- Lupe del Castillo, Bone-docteur
- Lupe Inclán, Gossip
- Salvador Quiroz, Juge
- Nieves, Modèle
- Elda Loza, Modèle
- Lupe Garnica, Modèle

## Distinctions
Le film a reçu le Grand Prix (ancêtre de la Palme d'or) lors du Festival de Cannes 1946 conjointement avec dix autres films.